# Paul Stein (Bergbauingenieur)
Paul Stein (* 5. Februar 1874 in Düsseldorf; † 6. Oktober 1956 in Recklinghausen) war ein deutscher Bergingenieur und Industriemanager im Bergbau, der als Generaldirektor die Zeche Auguste Victoria in Marl-Hüls leitete.

## Leben
Nach dem Studium des Bergbaus an der Albert-Ludwigs-Universität Freiburg, der Bergakademie Berlin und der Technischen Hochschule Aachen wurde Stein 1903 kaufmännischer und technischer Leiter der Gewerkschaft „Auguste Victoria“ und erhielt am 12. November 1906 die Generalvollmacht. Er behielt den Posten des 1. Direktors bis 1939, als er durch Gustav Schmid abgelöst und bis 1945 Generalbevollmächtigter des Grubenvorstands wurde. Er gehörte viele Jahre auch dem Grubenvorstand der Zeche Brassert an und nahm neben der Führung der beiden Bergwerke zahlreiche Funktionen in bergbaulichen Ausschüssen wahr. Er war Mitglied im Verwaltungsrat der I.G. Farben und ab Januar 1931 Präsident der Industrie- und Handelskammer Münster.
Er war nach Aussage von Georg von Schnitzler Teilnehmer des Geheimtreffens vom 20. Februar 1933 bei Adolf Hitler und Hermann Göring.

## Familie
Paul Steins Vater war der Düsseldorfer Unternehmer August Stein, der zu den Gründern der Gewerkschaft „Auguste Victoria“ zählte. Er war verheiratet mit Agnes, der Tochter des Bergbaumanagers Emil Krabler. Mit ihr hatte er sechs Söhne, von denen zwei ebenfalls das Bergfach einschlugen. Sein Sohn Rudolf Stein leitete 1963 die Rettungsaktionen beim Grubenunglück von Lengede.